# Uncharted: El abismo de oro
Uncharted: El abismo de oro (titulado originalmente Uncharted: Golden Abyss) es un videojuego de acción-aventura, parte de la serie Uncharted. Es la primera entrada portátil de la serie, lanzada para PlayStation Vita. Fue desarrollado por SIE Bend Studio, siendo supervisado por Naughty Dog. El juego se lanzó como título de lanzamiento en Magan el 17 de diciembre de 2011. Se lanzó en Norteamérica el 14 de febrero de 2012, en Europa el 22 de febrero de 2012 y en Australia el 23 de febrero de 2012.
Ambientado antes del primer juego, la historia sigue a Nathan Drake mientras se une a la cazadora de tesoros Marisa Chase para encontrar la ciudad perdida de Quivira, mientras trata con el cazador de tesoros Jason Dante y su compañero, el caudillo Roberto Guerro.
Uncharted: el abismo de oro recibió reseñas generalmente positivas por parte de la crítica, algunos consideraron que el rendimiento y la ejecución del juego estaban a la par con los títulos principales de sobremesa. Los elogios fueron principalmente a la presentación del juego, gráficos, actuaciones de voz y el éxito en llevar la franquicia Uncharted a las consolas portátiles. Sin embargo, hubo críticas hacia el guion y el ritmo del juego, que se consideraron inferiores a los de sus predecesores, además de comentarios mixtos sobre el uso y respuesta de sus controles táctiles.

## Personajes

### Personajes Principales
- Nathan Drake: Protagonista de los anteriores Uncharted y protagonista de esta entrega. En esta ocasión recorre Centroamérica en busca de Quivira.

- Marisa Chase: Sustituye a Elena en esta entrega y es nieta del arqueólogo Vincent Pérez. Es pacifista.

- Victor Sullivan: Mentor de Drake y lo más parecido que ha tenido a un padre que haya tenido nunca.

- Roberto Guerro: Antagonista principal del juego, fue el dictador de Panamá hasta que fue derrotado y empezó a conseguir fondos para volver a empezar su revolución, se alió con Dante hasta que lo traicionó. Murió al ser derrotado por Drake, empujándolo a un puente que se rompió y cayó al vacío.

- Jason Dante: Un viejo amigo de Drake y un cazatesoros codicioso que hará lo que sea hasta obtener lo que quiera, aunque tenga que matar a su viejo colega. Muere al quedarse atrapado en el Abismo de Oro por los explosivos que detonó Chase, posiblemente muriendo aplastado.

### Personajes Secundarios
- Vincent Pérez: Abuelo de Chase y un eminente arqueólogo experto en historia mesoamericana.

- Ejército de Guerro: Ejército revolucionario que pretende reconquistar Panamá, es derrotado por los mercenarios de Dante en su búsqueda de Quivira en la Selva de las Serpientes.

- Ejército de Dante: Ejército de mercenarios de élite profesionales contratados por Dante para eliminar a Guerro y a Drake y encontrar Quivira. Están bien organizados y poseen más fuerza militar que el ejército de Guerro y son mucho más difíciles de matar. Murieron al ser aplastados por la destrucción de Quivira.

- Estebanico: Apodado como "el negro" o "el moro" fue el guía de Marcos en la expedición a Centroamérica, donde murió sacrificado por Marcos para sellar las puertas del Infierno.

## Historia
-Prólogo: "Te digo que era Drake" (Desarrollo: Guatemala ): Nathan Drake se encuentra en la selva persiguiendo a Jason Dante, su rival. Después de abrirse paso por los mercenarios de Dante un lanzacohetes le da, saltando el tiempo a dos semanas antes de lo ocurrido.
-Capítulo 1: "Y no has visto nada" (Desarrollo: Panamá ): Drake y Dante van a una excavación a explorar, encontrando glifos de turquesa y ruinas de los kunas, Drake empieza a pensar que están en territorio de Guerro, el antiguo dictador de Panamá, pero siguen con su objetivo.
-Capítulo 2: "No llevas tatuajes" (Desarrollo: Panamá ): Drake y Dante llegan a una excavación con restos de soldados españoles muertos, entra en escena Marisa Chase, una "socia" de Dante, finalmente Guerro llega a la excavación y Dante se ve obligado a irse para solucionar las cosas con Guerro, Drake y Chase encuentran un símbolo visigodo antiguo, pero son atacados por los matones de Guerro, acaban con ellos y se disponen a irse del lugar.
-Capítulo 3: "Unos huesos viejos" (Desarrollo: Panamá ): Intentado huir del ejército de Guerro, se encuentran finalmente con Dante, pero inesperadamente Guerro aparece en persona, llevándose el amuleto de Chase y dejando inconsciente a Nate.
-Capítulo 4: "¿Por qué arde el edificio?" (Desarrollo: Panamá ): Drake se encuentra en un campamento militar de Guerro, ve que el edificio está en llamas por una de las distracciones de Chase, finalmente escapa y se reúne con Chase.
-Capítulo 5: "No voy a irme sin él" (Desarrollo: Panamá ): Drake y Chase se dirigen a la oficina de Guerro en busca del amuleto y de Dante, pasando por el ejército de Guerro.
-Capítulo 6: "Te rompo los dedos" (Desarrollo: Panamá ): Ven un encuentro de Dante con Guerro y finalmente se dirigen a la oficina de Guerro a rescatarlo, matando a más matones del general y entrando en una almacén de explosivos.
-Capítulo 7: "Ha hecho un trato" (Desarrollo: Panamá ): En el almacén Drake descubre que Dante les ha traicionado y que se ha aliado con Guerro, finalmente escapan.
-Capítulo 8: "Hacerlo por las malas" (Desarrollo: Panamá ): Salen del almacén y matan a más matones de Guerro, entrando finalmente en las oficinas de Guerro.
-Capítulo 9: "Se lo ha entregado todo" (Desarrollo: Panamá ): En las oficinas de Guerro encuentran el amuleto de Chase y observan otro encuentro entre Dante y Guerro, pero Chase se esconde en un camión con dinamita y se va, Drake sale del edificio a salvar a Chase.
-Capítulo 10: "Pues ya somos tres" (Desarrollo: Panamá ): Drake salva a Chase de los matones de Guerro y consiguen salir del campamento militar de Guerro.
-Capítulo 11: "El que se lo encuentra, para él" (Desarrollo: Panamá ): Son acorralados por Dante, pero Chase, furiosa por saber que Dante le robó el trabajo a su abuelo, lo empuja al río, pero Guerro se dio cuenta y les encontró, Drake y Chase se ponen a correr huyendo de Guerro pero los alcanzan.
-Capítulo 12: "Cuánto me importaba" (Desarrollo: Panamá ): Acorralados por Guerro, Drake consigue engañar astutamente a Guerro y consiguen escapar, huyendo por el río, esquivando las rocas, llegando finalmente a Chase.
-Capítulo 13: "El santuario de mi abuelo" (Desarrollo: Panamá ): Drake y Chase se refugian en el refugio de Vincent Pérez, el abuelo de Chase, allí finalmente descubren que el símbolo visigodo de la excavación era de una antigua sociedad secreta llamada las Sete Cidades, una orden que intentaban averiguar el paradero de las siete ciudades de oro que los siete obispos fundaron cuando los musulmanes conquistaron España, se dirigen a unas ruinas donde esté posiblemente la siguiente pista a Quivira, una de las siete ciudades.
-Capítulo 14: "No iba volver" (Desarrollo: Panamá ): En las ruinas se ponen a explorar la zona, llegando a un gigantesco hoyo que los lleva bajo tierra.
-Capítulo 15: "Quimera para ahuyentar a los espíritus" (Desarrollo: Panamá ): Encuentran el carnet de Pérez, demostrando que está allí, siguen explorando la zona, resolviendo el acertijo de las quimeras, entrando finalmente en la Cámara de los Siete Padres.
-Capítulo 16: "Cámara de los Siete Padres" (Desarrollo: Panamá ): En la cámara encuentran páginas del diario de fray Marcos de Niza, descubriendo la ubicación de la Espada de Esteban, la última pista para encontrar Quivira, se adentran más en la cámara donde encuentran el cadáver de Pérez y la cripta de Esteban, encontrando la espada, Drake calca los símbolos de la espada y finalmente se largan pero Dante los acorrala y coge a Chase, pero Guerro aparece y traiciona a Dante, Guerro se lleva a Chase y la espada. Finalmente, Dante despierta y siguen su camino.
-Capítulo 17: "Dame mi arma" (Desarrollo: Panamá ): Intentando salvar a Chase, Drake nos tiene más remedio que cooperar con Dante, matando a más matones de Guerro y despejando el camino a Chase.
-Capítulo 18: "Derramaron su sangre por mí" (Desarrollo: Panamá ): Intentando salvar a Chase, Drake encuentra a Guerro y trata de negociar con él, Guerro parece aceptar, pero detona unos explosivo, haciendo que el lugar se derrumbe, salen finalmente a la superficie y consiguen alcanzar a Guerro y Chase.
-Capítulo 19: "Demostrando tu valía" (Desarrollo: Panamá ): Salen a la superficie y matan a más matones de Guerro, pero Guerro escapa con Chase, Drake sigue en su misión de encontrar a Chase mientras que Dante, cegado por su codicia, contrata un ejército de mercenarios, Drake no le cree y se va a pedirle ayuda a Sully.
-Capítulo 20: "Jugándote el cuello" (Desarrollo: Colombia ): Drake convence a Sully para ayudarle y con el calco que hizo a la espada de esteban hace un mapa que los lleva a la Selva de las Serpientes.
-Capítulo 21: "De perdidos al río" (Desarrollo: Guatemala ): Drake y Sully viajan en canoa por el río, salvándose de una catarata y eliminando a más hombres de Guerro, la canoa se hunde y se ven obligados a continuar a pie.
-Capítulo 22: "Volaría a un rinoceronte" (Desarrollo: Guatemala ): En su recorrido por la selva de las serpientes siguen eliminando a más hombres de Guerro pero Drake y Sully se separan.
-Capítulo 23: "Agacha la cabeza" (Desarrollo: Guatemala ): Nate sigue buscando a Sully, eliminando a más hombres de Guerro, finalmente se encuentra con Sully y después de un recorrido llegan al templo de las serpientes.
-Capítulo 24: "Cabalgata de las Valquirias" (Desarrollo: Guatemala ): Nate y Sully eliminan a los hombres de Guerro y entran en el templo, pero Sully empieza a escuchar helicópteros y sabiendo que Guerro no tiene, empieza a sospechar.
-Capítulo 25: "Debí decírtelo" (Desarrollo: Guatemala ): Nate y Sully eliminan a más hombres de Guerro y finalmente llegan a lo más alto, escuchan disparos y observan los helicópteros, Sully empieza a preguntar a Nate qué sucede, Drake cree que podría tratarse del ejército que Dante mencionó que contrataría, salen del templo y siguen el recorrido.
-Capítulo 26: "Más lejos de lo que parece" (Desarrollo: Guatemala ): La mayoría del ejército de Guerro no es rival para los mercenarios entrenados de Dante y acaban siendo eliminados, Nate y Sully eliminan a algunos mercenarios de Dante pero Sully se rompe una pierna, Drake tiene que continuar solo y finamente llega a la entrada de Quivira.
-Capítulo 27: "La puerta del infierno" (Desarrollo: Guatemala ): Llegamos al principio del juego en el que Nate elimina a algunos mercenarios de Dante pero un lanzacohetes le da, Drake sobrevive y los elimina, llegando finalmente a la puerta de Quivira.
-Capítulo 28: "Atrapados dentro como ratas" (Desarrollo: Guatemala ): Drake entra en Quivira y ve que Dante también está allí y está sellando el lugar. Drake se abre paso por el ejército de Dante y se adentra más en Quivira.
-Capítulo 29: "El portal de los dioses" (Desarrollo: Guatemala ): Drake ve a Guerro y los últimos supervivientes de su ejército planeando nuevas tácticas contra el ejército de Dante, Drake se abre paso más mercenarios de Dante y encuentra a Chase y los últimos supervivientes del ejército de Guerro poniendo cargas de C4 en las columnas de carga de Quivira para matar a Dante y a sus mercenarios, Drake los mata a todos, acabando definitivamente con el ejército de Guerro, Drake y Chase vuelven a reunirse y abren las puertas del Abismo de Oro.
-Capítulo 30: "El lago de los fantasmas" (Desarrollo: Guatemala ): Drake y Chase de adentran más en Quivira y llegan al lago de los fantasmas, allí cruzan el lago con una canoa quivirana y empiezan a conocerse mejor, finalmente resuelven el acertijo del mosaico y entran por una puerta.
-Capítulo 31: "Un sacrificio de sangre" (Desarrollo: Guatemala ): Drake y Chase llegan finalmente al Abismo de Oro y en la parte central, el Trono de Oro encuentran a Esteban muerto, siendo sacrificado por fray Marcos para sellar las puertas del infierno y encuentran un contador geiger demostrando que los depósitos de uranio diseminados por las montañas donde estaban los soldados españoles muertos han afectado al oro haciéndolo radioactivo. Dante aparece revelando que él sabía todo eso desde el principio y que planea venderlo a pesar de los millones de personas que morirían, Drake, furioso, ataca a Dante empezando una pelea que gana Drake, después de un intercambio de palabras entre los tres abandonan a Dante en la caverna.
-Capítulo 32: "Cosas que no tienen vuelta atrás" (Desarrollo: Guatemala ): Drake y Chase salen del Abismo de Oro, eliminan a más hombres de Dante, que desconocen que se acabó la guerra y llegan a la salida del Abismo.
-Capítulo 33: "Ensuciándome las manos" (Desarrollo: Guatemala ): Drake es incapaz de activar el detonador de los explosivos de C4 de las columnas de carga pero Chase no quería que siguiera en pie Quivira y activó el detonador. Los explosivos destruyen las columnas empezando el colapso de Quivira, sellando la caverna del Abismo de Oro y matando a Dante. Drake y Chase se abren paso por los mercenarios de Dante y consiguen llegar a la salida.
-Capítulo 34: "La revolución termina" (Desarrollo: Guatemala ): Drake y Chase llegan a la salida pero Guerro sobrevivió al ataque de los mercenarios de Dante y queriéndose vengarse de Drake, dispara con su lanzacohetes a una columna de carga atrapando a Chase bajo una estatua, Drake intenta sacarla de ahí pero no puede por Guerro, después de un intercambio de palabras, Drake esquiva los ataques de Guerro e intenta llegar al puente donde se encuentra el general. Drake llega finalmente y pilla a Guerro por sorpresa y hace que se caiga su lanzacohetes, pero se libera e inicia una pelea a muerte contra Drake. Drake se pone a provocar a Guerro, lo que hace que intente atacarle pero Drake lo esquiva y hace que se caiga al puente haciendo que caiga matando finalmente al general. Drake salva a Chase y se disponen a huir de la ciudad, pero no hay salida, hasta que Sully los saca de ahí con una cuerda. En el templo de las serpientes, Sully venda la pierna de Chase y se dirige al helicóptero de Dante, Drake y Chase tienen un intercambio de palabras e intentan besarse pero Sully los interrumpe y se dirigen al helicóptero mientras Sully contaba historias a Chase.